# Gerd Saborowski
Gerhard „Gerd” Saborowski (ur. 3 września 1943 w Altendorfie) – niemiecki piłkarz grający na pozycji napastnika.

## Kariera piłkarska

### Początki kariery
Urodzony w Altendorfie (obecnie Dzierzgoń w Polsce) Gerd Saborowski karierę piłkarską rozpoczął w TSV Siems. W 1963 roku przeniósł się do Holstein Kiel występującej w Regionallidze północnej. Swoje pierwsze gole dla Bocianów zdobył 15 września 1964 roku, zdobywając hat-tricka w wygranym 3:0 meczu domowym z ASV Bergedorf 85. Łącznie w sezonie 1963/1964 rozegrał 22 mecze, w których zdobył 14 goli. W sezonie 1964/1965 wygrał z Bocianami Regionalligę północną, dzięki czemu awansował do turnieju barażowego o awans do Bundesligi oraz 34 golami został królem strzelców tych rozgrywek. W turnieju barażowym Bociany grały w grupie z Borussią Mönchengladbach, SSV Reutlingen oraz Wormatią Worms. Ostatecznie Bociany zajęły 3. miejsce w grupie i tym samym nie awansowały do Bundesligi. Natomiast w sezonie 1965/1966 rozegrał 31 meczów ligowych, w których zdobył 22 gole, a trener Bocianów – Hellmut Meidt w marcu 1966 roku został zastąpiony przez Rudolfa Faßnachta, któremu niewiele brakowało do awansu do turnieju barażowego o awans do Bundesligi z 3. miejsca. Po sezonie 1965/1966 Saborowski odszedł z klubu po rozegraniu 83 meczów ligowych, w których zdobył 70 goli.

### Eintracht Brunszwik
Następnie w latach 1966–1971 reprezentował Eintrachtu Brunszwik, gdzie był jednym z najważniejszych zawodników trenera Helmutha Johannsena. 20 sierpnia 1966 roku zadebiutował w Bundeslidze w wygranym 2:0 meczu domowym z Werderem Brema, w którym w 81. minucie zdobył również na 2:0 swojego pierwszego gola w tych rozgrywkach, ustalając tym samym wynik meczu. W sezonie 1966/1967, w którym Saborowski rozegrał 33 mecze ligowe, w których zdobył 8 goli, Lwy dzięki wyjątkowo dobrej gry w obronie oraz w ofensywie kierowanej przez Lothara Ulsaßa zdobyły mistrzostwo Niemiec.
Po zdobyciu mistrzostwa Niemiec Einracht Brunszwik awansował do Pucharu Europy, gdzie przeciwnikiem Lwów w pierwszej rundzie miały być albańskie Dinamo Tirana, które wycofało się z rozgrywek, w związku z czym awansowały do następnej rundy, w której przeciwnikiem klubu był austriacki Rapid Wiedeń. Pierwszy mecz zakończył się przegraną Lwów 1:0, jednak w meczu rewanżowym po golach Wolfganga Grzyba i Saborowskiego wygrał 0:2 i awansował do ćwierćfinału, w którym ich rywalem był włoski Juventus Turyn. Po dwóch meczach (3:2, 0:1) do rostrzygnięcia rywalizacji potrzebny był dodatkowy mecz, który miał miejsce 20 marca 1968 roku na Wankdorfstadion w Bernie. W tym meczu Lwy musiały grać bez Lothara Ulsaßa, mimo tego grał bardzo wyrównany mecz, a Stara Dama nie mogła osiągnąć wyraźnej przewagi. W 56. minucie decydującego gola dla Starej Damy zdobył Roger Magnusson. Mecz zakończył się wygraną Starej Damy 1:0 i tym samym Lwy zakończyły swój udział w europejskich rozgrywkach.
W sezonie 1970/1971 Lwy pod wodzą trenera Otto Kneflera rozegrał 10 meczów, w których zdobył 2 gole. Ostatni mecz w Bundeslidze rozegrał 1 maja 1971 roku w przegranym 1:2 meczu wyjazdowym z Hamburgerem SV. Łącznie w Bundeslidze rozegrał 75 meczów, w których zdobył 12 goli.

### Dalsza kariera
Następnie wrócił do Holstein Kiel w Regionallidze północnej, po sezonie 1971/1972 zakończył profesjonalną karierę piłkarską, jednak w Bocianach przebywał do 1973 roku, potem przeniósł się do swojego macierzystego klubu – TSV Siems, w którym zakończył karierę piłkarską.

## Kariera reprezentacyjna
Gerd Saborowski w 1962 roku wziął udział wraz z reprezentacją RFN U-18 w mistrzostwach Europy U-18 1962 w Rumunii, na których rozegrał wszystkie 3 mecze w Grupie A: reprezentacją Portugalii U-18 (1:1), reprezentacją Belgii U-18 (1:1) oraz reprezentacją Rumunii U-18 (0:3) i ostatecznie zajął 3. miejsce, czym samym zakończył udział w tym turnieju.
W latach 1966–1967 rozegrał 3 mecze w reprezentacji RFN U-23: w październiku 1966 roku z reprezentacją Turcji U-23 (3:0), w listopadzie 1966 roku z reprezentacją Rumunii U-23 (1:1) oraz 3 maja 1967 roku na Bökelbergstadion w Mönchengladbach z reprezentacją Czechosłowacji U-23 (3:1), w którym tworzył atak wraz z takimi zawodnikami jak: Juppe Heynckes, Horst Köppel, Günter Netzer i Herbert Wimmer.

## Statystyki

### Reprezentacyjne
| Reprezentacja | Rok     | Mecze | Bramki |
| ------------- | ------- | ----- | ------ |
| RFN U-18      | 1962    | 3     | 0      |
| Łącznie       | Łącznie | 3     | 0      |
| RFN U-23      | 1966    | 2     | 0      |
| RFN U-23      | 1967    | 1     | 0      |
| Łącznie       | Łącznie | 3     | 0      |

## Sukcesy

### Zawodnicze
Eintracht Brunszwik
- Mistrzostwo Niemiec: 1967

### Indywidualne
- Król strzelców Regionalligi północnej: 1965 (34 gole)